# Circonscription électorale de Huelva
Ne doit pas être confondu avec Circonscription autonomique de Huelva.
La circonscription électorale de Huelva est l'une des cinquante-deux circonscriptions électorales espagnoles utilisées comme divisions électorales pour les élections générales espagnoles.
Elle correspond géographiquement à la province de Huelva.

## Historique
Elle est instaurée en 1977 par la loi pour la réforme politique puis confirmée avec la promulgation de la Constitution espagnole qui précise à l'article 68 alinéa 2 que chaque province constitue une circonscription électorale.

## Congrès des députés

### Synthèse
|             |       | 1977 | 1979 | 1982 | 1986 | 1989 | 1993 | 1996 | 2000 | 2004 | 2008 | 2011 | 2015 | 2016 | 04/19 | 11/19 | 2023 |
| ----------- | ----- | ---- | ---- | ---- | ---- | ---- | ---- | ---- | ---- | ---- | ---- | ---- | ---- | ---- | ----- | ----- | ---- |
| UCD         |       | 3    | 3    |      |      |      |      |      |      |      |      |      |      |      |       |       |      |
| AP & alliés |       |      |      | 1    | 1    |      |      |      |      |      |      |      |      |      |       |       |      |
| PSOE        |       | 2    | 2    | 4    | 4    | 4    | 3    | 3    | 3    | 3    | 3    | 2    | 2    | 2    | 2     | 3     | 2    |
| PP          |       |      |      |      |      | 1    | 2    | 2    | 2    | 2    | 2    | 3    | 2    | 2    | 1     | 1     | 2    |
| Podemos     |       |      |      |      |      |      |      |      |      |      |      |      | 1    | 1    | 1     |       |      |
| Cs          |       |      |      |      |      |      |      |      |      |      |      |      |      |      | 1     |       |      |
| Vox         |       |      |      |      |      |      |      |      |      |      |      |      |      |      |       | 1     | 1    |
|             |       |      |      |      |      |      |      |      |      |      |      |      |      |      |       |       |      |
| Total       | Total | 5    | 5    | 5    | 5    | 5    | 5    | 5    | 5    | 5    | 5    | 5    | 5    | 5    | 5     | 5     | 5    |

### 1977
| Parti | Parti | Députés                                                                            |
| ----- | ----- | ---------------------------------------------------------------------------------- |
| UCD   |       | Agustín Jiménez Puente, Félix Manuel Pérez Miyares, José Francisco Rodríguez Núñez |
| PSOE  |       | Carlos Navarrete Merino, Fernando Juan González Vila                               |

### 1979
| Parti | Parti | Députés                                                                 |
| ----- | ----- | ----------------------------------------------------------------------- |
| UCD   |       | Félix Manuel Pérez Miyares, José González Delgado, Antonio Orpez Asensi |
| PSOE  |       | Carlos Navarrete Merino, Fernando Juan González Vila                    |

### 1982
| Parti  | Parti | Députés                                                                                 |
| ------ | ----- | --------------------------------------------------------------------------------------- |
| PSOE   |       | Javier Barrero, Jenaro García-Arreciado, Carlos Navarrete Merino, Domingo Prieto García |
| AP-PDP |       | José Ignacio Fuentes López                                                              |

- José Ignacio Fuentes López est remplacé en novembre 1983 par Antonio Peña Suárez.

### 1986
| Parti | Parti | Députés                                                                                 |
| ----- | ----- | --------------------------------------------------------------------------------------- |
| PSOE  |       | Javier Barrero, Jenaro García-Arreciado, Carlos Navarrete Merino, Domingo Prieto García |
| CP    |       | Isabel Ugalde Ruiz de Assin                                                             |

### 1989
| Parti | Parti | Députés                                                                                 |
| ----- | ----- | --------------------------------------------------------------------------------------- |
| PSOE  |       | Domingo Prieto García, Javier Barrero, Jenaro García-Arreciado, Carlos Navarrete Merino |
| PP    |       | Emiliano Sanz Escalera                                                                  |

- Domingo Prieto García est remplacé en juin 1991 par Manuel Romero Castilla.

### 1993
| Parti | Parti | Députés                                                          |
| ----- | ----- | ---------------------------------------------------------------- |
| PSOE  |       | Jenaro García-Arreciado, Javier Barrero, Carlos Navarrete Merino |
| PP    |       | María del Pilar Pulgar Fraile, Emiliano Sanz Escalera            |

### 1996
| Parti | Parti | Députés                                                          |
| ----- | ----- | ---------------------------------------------------------------- |
| PSOE  |       | Jenaro García-Arreciado, Javier Barrero, Carlos Navarrete Merino |
| PP    |       | Luis Marquínez Marquínez, María del Pilar Pulgar Fraile          |

- Jenaro García-Arreciado est remplacé en mars 1998 par María Teresa del Carmen Camacho Vázquez.

### 2000
| Parti | Parti | Députés                                                                          |
| ----- | ----- | -------------------------------------------------------------------------------- |
| PSOE  |       | Javier Barrero, María Teresa del Carmen Camacho Vázquez, Carlos Navarrete Merino |
| PP    |       | Fátima Báñez, Luis Marquínez Marquínez                                           |

### 2004
| Parti | Parti | Députés                                                                |
| ----- | ----- | ---------------------------------------------------------------------- |
| PSOE  |       | María Rosario Fátima Aburto Baselga, Javier Barrero, José Oria Galloso |
| PP    |       | Fátima Báñez, Luis Marquínez Marquínez                                 |

### 2008
| Parti | Parti | Députés                                                                |
| ----- | ----- | ---------------------------------------------------------------------- |
| PSOE  |       | Javier Barrero, María Rosario Fátima Aburto Baselga, José Oria Galloso |
| PP    |       | Fátima Báñez, Juan Carlos Lagares Flores                               |

### 2011
| Parti | Parti | Députés                                                            |
| ----- | ----- | ------------------------------------------------------------------ |
| PP    |       | Fátima Báñez, Juan Carlos Lagares Flores, Carmelo Romero Hernández |
| PSOE  |       | Javier Barrero, María José Rodríguez Ramírez                       |

### 2015
| Parti   | Parti | Députés                                                |
| ------- | ----- | ------------------------------------------------------ |
| PSOE    |       | José Juan Díaz Trillo, Josefa Inmaculada González Bayo |
| PP      |       | Fátima Báñez, Carmelo Romero Hernández                 |
| Podemos |       | Isabel Franco Carmona                                  |

### 2016
| Parti   | Parti | Députés                                                |
| ------- | ----- | ------------------------------------------------------ |
| PSOE    |       | José Juan Díaz Trillo, Josefa Inmaculada González Bayo |
| PP      |       | Fátima Báñez, Carmelo Romero Hernández                 |
| Podemos |       | Isabel Franco Carmona                                  |

### Avril 2019
| Parti | Parti | Députés                                             |
| ----- | ----- | --------------------------------------------------- |
| PSOE  |       | María Luisa Faneca López, José Luis Ramos Rodríguez |
| PP    |       | Juan José Cortés Fernández                          |
| Cs    |       | Carlos Juan Hermoso Ayuso                           |
| UP    |       | Alejandro García Orta                               |

### Novembre 2019
| Parti | Parti | Députés                                                                              |
| ----- | ----- | ------------------------------------------------------------------------------------ |
| PSOE  |       | María Luisa Faneca López, José Luis Ramos Rodríguez, María del Pilar Rodríguez Gómez |
| Vox   |       | Tomás Fernández Ríos                                                                 |
| PP    |       | Carmelo Romero Hernández                                                             |

### 2023
| Parti | Parti | Députés                                        |
| ----- | ----- | ---------------------------------------------- |
| PP    |       | Bella Verano Domínguez, Manuel García Félix    |
| PSOE  |       | Gabriel Cruz Santana, María Luisa Faneca López |
| Vox   |       | Tomás Fernández Ríos                           |

## Sénat

### Synthèse
|             |       | 1977 | 1979 | 1982 | 1986 | 1989 | 1993 | 1996 | 2000 | 2004 | 2008 | 2011 | 2015 | 2016 | 04/19 | 11/19 | 2023 |
| ----------- | ----- | ---- | ---- | ---- | ---- | ---- | ---- | ---- | ---- | ---- | ---- | ---- | ---- | ---- | ----- | ----- | ---- |
| UCD         |       | 3    | 1    |      |      |      |      |      |      |      |      |      |      |      |       |       |      |
| AP & alliés |       |      |      | 1    | 1    |      |      |      |      |      |      |      |      |      |       |       |      |
| PSOE        |       | 1    | 3    | 3    | 3    | 3    | 3    | 3    | 3    | 3    | 3    | 1    | 3    | 3    | 3     | 3     | 2    |
| PP          |       |      |      |      |      | 1    | 1    | 1    | 1    | 1    | 1    | 3    | 1    | 1    | 1     | 1     | 2    |
|             |       |      |      |      |      |      |      |      |      |      |      |      |      |      |       |       |      |
| Total       | Total | 4    | 4    | 4    | 4    | 4    | 4    | 4    | 4    | 4    | 4    | 4    | 4    | 4    | 4     | 4     | 4    |

### 1977
| Parti | Parti | Sénateurs                                                                 |
| ----- | ----- | ------------------------------------------------------------------------- |
| UCD   |       | Miguel Esteban Martín, José Luis García Palacios, Antonio Hernández Caire |
| PSOE  |       | José González Gastañaga                                                   |

### 1979
| Parti | Parti | Sénateurs                                         |
| ----- | ----- | ------------------------------------------------- |
| PSOE  |       | Antonio García Correa, José González Gastañaga    |
| UCD   |       | José Luis García Palacios, Emiliano Sanz Escalera |

- Par une décision du Tribunal suprême du 20 avril 1979, Emiliano Sanz Escalera est remplacé par Jaime Montaner Roselló (PSOE).

### 1982
| Parti  | Parti | Sénateurs                                                              |
| ------ | ----- | ---------------------------------------------------------------------- |
| PSOE   |       | Antonio García Correa, José González Gastañaga, Tomás Seisdedos Martín |
| AP-PDP |       | Manuel Antonio Díaz Mantis                                             |

### 1986
| Parti | Parti | Sénateurs                                                              |
| ----- | ----- | ---------------------------------------------------------------------- |
| PSOE  |       | Antonio García Correa, José González Gastañaga, Tomás Seisdedos Martín |
| CP    |       | Emiliano Sanz Escalera                                                 |

### 1989
| Parti | Parti | Sénateurs                                                               |
| ----- | ----- | ----------------------------------------------------------------------- |
| PSOE  |       | Rosario Ballester Angulo, Antonio García Correa, Tomás Seisdedos Martín |
| PP    |       | Manuel Burgos Cruzado                                                   |

### 1993
| Parti | Parti | Sénateurs                                                               |
| ----- | ----- | ----------------------------------------------------------------------- |
| PSOE  |       | Rosario Ballester Angulo, Antonio García Correa, Tomás Seisdedos Martín |
| PP    |       | Arturo Esteban Albert                                                   |

### 1996
| Parti | Parti | Sénateurs                                                               |
| ----- | ----- | ----------------------------------------------------------------------- |
| PSOE  |       | Rosario Ballester Angulo, Francisco Bella Galaán, Antonio García Correa |
| PP    |       | Arturo Esteban Albert                                                   |

### 2000
| Parti | Parti | Sénateurs                                                                     |
| ----- | ----- | ----------------------------------------------------------------------------- |
| PSOE  |       | María Rosario Fátima Aburto Baselga, Francisco Bella Galán, José Oria Galloso |
| PP    |       | Juan Carlos Lagares Flores                                                    |

### 2004
| Parti | Parti | Sénateurs                                                                               |
| ----- | ----- | --------------------------------------------------------------------------------------- |
| PSOE  |       | Francisco Bella Galán, María Teresa del Carmen Camacho Vázquez, José Antonio Marín Rite |
| PP    |       | Juan Carlos Lagares Flores                                                              |

- José Antonio Marín Rite est remplacé en janvier 2005 par Francisco de Asís Orta Bonilla.

### 2008
| Parti | Parti | Sénateurs                                                                           |
| ----- | ----- | ----------------------------------------------------------------------------------- |
| PSOE  |       | Francisco Bella Galán, María Teresa del Carmen Camacho Vázquez, José Cejudo Sánchez |
| PP    |       | Matías Conde Vázquez                                                                |

- José Cejudo (PSOE) est remplacé en juillet 2010 par Rosa Beltrán Ruiz.

### 2011
| Parti | Parti | Sénateurs                                                                 |
| ----- | ----- | ------------------------------------------------------------------------- |
| PP    |       | Matías Conde Vázquez, María Dolores Vázquez Muñoz, Francisco Moro Borrero |
| PSOE  |       | Petronila Guerrero Rosado                                                 |

### 2015
| Parti | Parti | Sénateurs                                                                 |
| ----- | ----- | ------------------------------------------------------------------------- |
| PSOE  |       | Manuel Guerra González, Ana María Pérez Castilleja, Amaro Huelva Betanzos |
| PP    |       | Dolores López Gabarro                                                     |

### 2016
| Parti | Parti | Sénateurs                                                                 |
| ----- | ----- | ------------------------------------------------------------------------- |
| PSOE  |       | Manuel Guerra González, Ana María Pérez Castilleja, Amaro Huelva Betanzos |
| PP    |       | Dolores López Gabarro                                                     |

- Dolores López (PP) est remplacée en janvier 2019 par José Enrique Borrallo Romero.

### Avril 2019
| Parti | Parti | Sénateurs                                                                      |
| ----- | ----- | ------------------------------------------------------------------------------ |
| PSOE  |       | Amaro Huelva Betanzos, Josefa Inmaculada González Bayo, Jesús González Márquez |
| PP    |       | Carmelo Romero Hernández                                                       |

### Novembre 2019
| Parti | Parti | Sénateurs                                                                      |
| ----- | ----- | ------------------------------------------------------------------------------ |
| PSOE  |       | Amaro Huelva Betanzos, Josefa Inmaculada González Bayo, Jesús González Márquez |
| PP    |       | José Enrique Sánchez Núñez                                                     |

### 2023
| Parti | Parti | Sénateurs                                              |
| ----- | ----- | ------------------------------------------------------ |
| PP    |       | Carmelo Romero Hernández, Juan Manuel González Camacho |
| PSOE  |       | María Eugenia Limón Bayo, Amaro Huelva Betanzos        |